# Campeonato de Apertura 1947
Campeonato de Apertura 1947 var det tolfte året av den chilenska fotbollsturneringen Campeonato de Apertura. Turneringen bestod av elva lag, alla förutom ett (Everton från Viña del Mar) var från huvudstaden Santiago. Turneringen samordnades av Santiagos Fotbollsförbund och vanns av Unión Española.